# ويلهلم ماير (أستاذ جامعي)
ويلهلم ماير (بالألمانية: Wilhelm Meyer)‏ هو عالم لغوي كلاسيكي وأمين مكتبة ألماني، ولد في 1 أبريل 1845 في شباير في ألمانيا، وتوفي في 9 مارس 1917 في غوتينغن في ألمانيا.